# Youssef Mohammed Al-Ghoul
Youssef Mohammed Al-Ghoul (arabisch يوسف محمد الغول, DMG Yūsuf Muḥammad al-Ġūl; * 1. Juni 1936; † 27. Dezember 1997) war ein libyscher Fußballschiedsrichter.

## Karriere
Youssef Mohammed Al-Ghoul wurde am 1. Juli 1936 geboren und war Schiedsrichter in seinem Heimatland Libyen, ehe er erstmals internationale Spiele leiten durfte. Als Schiedsrichter war er an diversen Turnieren tätig, so etwa beim Afrika-Cup 1976 in Äthiopien, beim Afrika-Cup 1978 in Ghana oder beim Afrika-Cup 1980 in Nigeria. 1978 leitete er vor kolportierten 80.000 Zuschauern auch das Finalspiel zwischen der ghanaischen Fußballnationalmannschaft und Uganda. Während der Qualifikation zur Weltmeisterschaft 1978 leitete er unter anderem die Zweitrundenbegegnung zwischen Ägypten und Kenia im Nasser Stadium von Kairo, die Ossama Khalil mit dem einzigen Treffer des Spiels für Ägypten entschied. Bei der Weltmeisterschaft 1982 in Spanien war Al-Ghoul neben dem Ghanaer Benjamin Dwomoh und dem Algerier Belaïd Lacarne einer von drei Schiedsrichtern der Confédération Africaine de Football, des afrikanischen Fußballverbands, die bei diesem Turnier Spiele leiteten. In Al-Ghouls Fall war dies das Gruppenspiel zwischen der Sowjetunion und Neuseeland am 19. Juni 1982, das nach Treffern von Juri Gawrilow, Oleh Blochin und Serhij Baltatscha in einem 3:0-Sieg der Sowjets endete. Bis heute (Stand: 2023) ist Al-Ghoul der einzige libysche Schiedsrichter, der jemals ein Fußball-WM-Spiel geleitet hat.
Am 27. Dezember 1997 starb Al-Ghoul im Alter von 61 Jahren.